# Evloghie Oța
Evloghie Oța (n. 1 iulie 1909, comuna Geoagiu de Sus, județul Alba – d. 28 februarie 1979, București) a fost un cleric ortodox român de stil vechi, care a îndeplinit demnitatea de episcop-vicar al Bisericii Ortodoxe de stil vechi din România.

## Biografie
Evloghie Oța s-a născut la data de 1 iulie 1909 în comuna Geoagiu de Sus (județul Alba), primind la botez numele de Sabin. Părinții săi aveau șase copii, el fiind cel mai mic. După Primul Război Mondial, două surori au emigrat în Statele Unite ale Americii, iar el, în anul 1922, la vârsta de 13 ani, a plecat la Sfântul Munte Athos împreună cu un călugăr român care venise să colecteze ajutoare pentru schitul românesc de acolo. În cei 18 ani de ședere la Muntele Athos a fost călugărit, apoi hirotonit ierodiacon și ieromonah. 
În anul 1940, părintele Evloghie, fiind hirotonit preot-ieromonah, se întoarce în România pentru a-și vizita familia. Deoarece începuse cel de-al Doilea Război Mondial, autoritățile române nu au vrut să-i permită întoarcerea la Sfântul Munte Athos, el fiind blocat în țară. Cum nu știa de existența preoților care nu primiseră stilul nou (schiturile din Muntele Athos fiind toate pe stil vechi) și dorind să se izoleze pentru a putea păstra fără probleme stilul vechi, a cerut Patriarhiei Române să i se ofere reconstrucția unui lăcaș de cult aflat în paragină și a fost repartizat la Mânăstirea Râmeț din fostul raion Aiud (Județul Alba), al cărei stareț va fi vreme de 15 ani (1940-1955).  
În timpul cât a păstorit ca stareț al Mănăstirii Râmeț, a reușit să restaureze vechea mânăstire, monument istoric ce data încă din anul 1215 și care se afla în ruină din anul 1762, ca și mânăstire de călugări, primind, pentru acest efort deosebit, cu vrednicie, rangul de arhimandrit. Cu o încrâncenare însuflețită de atașamentul la credința străbună, între anii 1940—1948, soborul monahilor a depus o munca titanică, construind o biserică nouă, 30 de chilii, un  paraclis și o clădire administrativă. De asemenea, el a înființat un schit în localitatea Tețu și a construit un paraclis la Teiuș. Starețul Evloghie Oța a dezgropat vechea biserică (care era acoperită cu pământ și pietriș adus de către torenți cu ocazia viiturilor), a făcut importante lucrări de restaurare și a pus-o la dispoziția credincioșilor și a istoricilor.
Cu această ocazie, s-a descoperit un craniu gălbui, frumos și care, răspândea mireasmă plăcută. Unii martori prezenți la dezgroparea bisericii în urma săpăturilor spun că odată ce apa a ieșit din biserică, a fost luat de apă un craniu care a ocolit-o de trei ori și s-a așezat pe fereastra sfântului altar. Călugării l-au așezat cu evlavie într-un loc curat neștiind al cui este. Astăzi, craniul Sfântului Ghelasie de la Râmeț, așezat într-o frumoasă raclă de lemn, este păstrat în noua biserică a mănăstirii la loc de mare cinste. În incinta curții bisericii nr. 2 de la Geoagiu de Sus, în curtea cu brazi se află un important monument reprezentând o troiță specifică zonei Munților Apuseni, lucrată în 1897 la Mănăstirea Râmeț, în vremea cât stareț al acelui sfânt lăcaș a fost Evloghie Oța.

## Trecerea la Biserica Ortodoxă Română de Stil Vechi
În primăvara anului 1953, starețul Evloghie Oța și toți călugării de la Mânăstirea Râmeț (raionul Aiud), de la cele două paraclise din Teiuș și Tețu, precum și credincioșii din alte 7 localități învecinate, au trecut la credința ortodoxă după calendarul iulian (existentă în România până în anul 1924 când Biserica Ortodoxă Română a început folosirea în biserică a calendarului gregorian). Deoarece Mânăstirea Râmeț se afla sub jurisdicția Episcopiei Clujului și a Mitropoliei Ardealului (cu reședința la Sibiu), starețul Evloghie a cerut, motivat, recunoașterea acestei reveniri, dar răspunsul a fost negativ. În consecință, el a înaintat un memoriu la Procuratura Generală la București, dar aceasta și-a declinat competența și a înaintat memoriul din nou la Mitropolia de la Sibiu.
Ca urmare a faptului că această problemă lua o amploare deosebită și tindea să se extindă și în alte localități și la alte mănăstiri, Episcopia Clujului și Mitropolia Ardealului au început o campanie de lămurire a oamenilor, prin care căutau să-i convingă că greșiseră și le cerea să renunțe la schismă. Deoarece aceste lămuriri erau dublate și de amenințări, o parte din călugări și credincioși au renunțat de teamă la decizia luată. Dar starețul Evloghie Oța, urmat de ucenicul său Pahomie Morar și de alți monahi au refuzat să revină asupra deciziei și, prin urmare, au fost denunțați organelor de Miliție și Securitate.
Organele de securitate au procedat la arestarea starețului, a monahului Pahomie și a altor 5 călugări. Pentru a-i impresiona și pe alții care ar fi dorit să li se alăture, monahii arestați au fost scoși din mânăstire sub o escortă puternică, amenințați cu armele, parcurgând pe jos drumul de 3 km până la Primăria din Râmeț, pentru a fi văzuți de localnici. Ajunși la Primărie, au fost urcați într-o dubă și transportați la Aiud, unde au fost închiși în arestul Miliției. Anchetarea lor a început a doua zi, insistându-se pentru revenirea la calendarul gregorian. În urma refuzului monahilor, după 5 zile, Procuratura a emis un mandat de arestare preventivă și i-au transportat la Penitenciarul din Turda.
Monahii au fost eliberați după alte 3 luni de zile, dar li s-a impus domiciliul obligatoriu în comuna Râmeț, unde mânăstirea fusese desființată, iar călugării mutați în alte părți. Ulterior, până la proces, au fost transferați la Mănăstirea Turnu (județul Vâlcea), cu scopul de a-i intimida pe credincioși. În urma procesului, starețul Evloghie a fost condamnat la 1 an închisoare corecțională, iar monahul Pahomie Morar la 6 luni cu suspendare, pe care le-au executat însă în Penitenciarul Turda și Aiud, după recursul făcut de Procuratură.  
Ca urmare a neînțelegerilor de ordin canonic dintre el și Biserica Ortodoxă Română (biserica oficială), arhimandritul Evloghie renunță în anul 1955 la stăreția Mânăstirii Râmeț. A fost exclus din monahism și caterisit. Prin hotărârea Sfântului Sinod al Bisericii Ortodoxe Române din același an, Mănăstirea Râmeț a fost transformată în mănăstire de maici. Cele patru măicuțe și 11 ucenițe, sub îndrumarea stareței Pelaghia Prica, au înfruntat cu mare curaj și îndârjire greutățile noului început în istoria Mănăstirii, iar pentru a-și asigura existența, au organizat un atelier de covoare tradiționale românești.

## Episcop ortodox de stil vechi
Deoarece Biserica Ortodoxă Română de Stil Vechi dispunea de puțini preoți, ca urmare a faptului că timp de 30 ani nu s-au efectuat hirotoniri care să ducă mai înainte stindardul luptei pentru credința ortodoxă, a fost contactat arhiereul Galaction Cordun din București, care își exprimase mai demult afinitățile pentru stilul vechi, fapt ce îi adusese și o condamnare pe timpul ocupației germane din primul război mondial. În anul 1955, a fost trimisă la București o delegație din preoți care făceau parte din conducere și cunoscuți de către P.S. Galaction: părintele Dionisie Hugeanu, Evloghie Oța și Silvestru Onofrei (viitorul mitropolit), care l-au convins pe înaltul ierarh să vină la Mănăstirea Slătioara. 
Prea Sfinția Sa (PS), Galaction, a acceptat să devină conducătorul Bisericii Ortodoxe de Stil Vechi și astfel, la 13 aprilie 1955, el a făcut o mărturisire de credință publică, anunțând întoarcerea sa la calendarul iulian. Această mărturisire a fost adusă la cunoștința Patriarhiilor Rusiei și Bulgariei și, prin reprezentant legal, remisă Bisericii oficiale, care, sub conducerea patriarhului Justinian Marina, l-a depus din treaptă în Joia Mare a anului 1955. PS Galaction a fost înscăunat ca primul Mitropolit al Bisericii Ortodoxe Române de Stil Vechi și în această calitate a început prin a hirotoni preoți și diaconi, dar la scurtă vreme, a fost arestat și închis la Mănăstirea Căldărușani. După ce autoritățile civile i-au permis să locuiască în București cu domiciliu obligatoriu, el a continuat să efectueze hirotonii, noaptea în secret, la Mănăstirea Copăceni din apropierea Bucureștiului. 
În anul 1956, arhimandritul Evloghie Oța a fost numit de către Mitropolitul Galaction Cordun ca stareț la Mânăstirea Copăceni (județul Giurgiu). În acel an, văzând că nu reușește să ia legătura cu niciun episcop din afara României, fiind în permanență supravegheat și ca urmare a încercărilor nereușite de a convinge vreun alt episcop din Sinodul Patriarhiei Române să adere la mișcarea de rezistență, Mitropolitul Galaction a luat decizia de a hirotoni singur un episcop. 
Astfel, la Mănăstirea Copăceni, Înalt Prea Sfinția Sa (IPS) Galaction a hirotonit întru arhiereu pe Arhimandritul Evloghie Oța († 1979) și, împreună cu acesta, l-au hirotonit ca episcop pe părintele Meftodie Marinache († 1977). Ulterior, cei trei arhierei l-au hirotonit întru arhiereu la 17/30 noiembrie 1956 și pe părintele Glicherie Tănase, la acea vreme închis. După aceasta, Mitropolitul Galaction a mai trăit doar câteva luni, sănătatea lui fiind puternic zdruncinată de perioada de detenție și prigoană prin care trecuse de când devenise conducătorul Bisericii, pe scaunul mitropolitan urmându-i PS Glicherie. 
Fiind episcop ortodox de acum, hirotonit de către PS Galaction Cordun, ierarhul Evloghie s-a stabilit în localitatea Copăceni, din apropiere de București. El a păstorit mănăstirea ortodoxă de stil vechi de acolo, fiind în permanență urmărit de preoții pe stil nou și hărțuit de Securitate. I s-au inventat probe mincinoase pentru a-l învinui de uneltire contra ordinii sociale și de stat și ca urmare a fost arestat în anul 1958, fiind anchetat și condamnat la 10 ani de muncă silnică, din care va executa 6 ani și 4 luni. Infracțiunea pentru care a fost condamnat era încadrată în art. 166, al. 2. din Codul Penal, care prevedea: "Propaganda sau întreprinderea oricărei acțiuni pentru schimbarea orânduirii socialiste, sau care ar prezenta un pericol pentru siguranța statului, se pedepsește cu închisoare de la 5 la 15 ani și interzicerea unor drepturi”. 
În perioada cât a fost arestat, Mânăstirea Copăceni a fost demolată în întregime de preoții de stil nou din comună, iar toată agoniseala arhiereului Evloghie și a celorlalți călugări din obște a fost confiscată. Terenul mânăstirii a intrat în patrimoniul C.A.P. Copăceni care l-a folosit pentru agricultură.

## Întemeietor al Mănăstirii din București
În anul 1964, recent eliberat din închisoare ca urmare a amnistiei colective, PS Evloghie s-a stabilit la București și-a cumpărat o casă pe strada Televiziunii nr. 13, în cartierul Militari (sectorul 6), unde va fonda o mânăstire de călugări pe stil vechi, cu hramul "Adormirea Maicii Domnului". Biserica Mânăstirii era înconjurată de case și domina împrejurimile prin turlele ei zvelte. 
Organele Miliției au încercat să-l alunge din localitate pe motiv că nu avea mutație. A întocmit numeroase memorii, în care cerea cu insistență să i se respecte dreptul de a locui în casa care era proprietatea lui, denunțând adevăratele motive pentru care nu era lăsat să locuiască în București. El a argumentat că nu lipsa autorizației de construcție sau a mutației (pentru care alți vecini în aceeași situație erau lăsați în pace) constituia o vină, ci activitatea sa religioasă și teama că aceasta s-ar putea extinde. 
Episcopul Evloghie a adresat o plângere către Tribunal în care își justifică situația, descriind amănunțit abuzurile, ilegalitățile, nedreptățile și hărțuielile la care a fost supus de către organele de miliție, împreună cu alți instigatori. În urma procesului desfășurat, Tribunalului Popular al Raionului 16 Februarie București a emis sentința civilă nr. 2613, dată în ședința publică din 9 iunie 1965, în care rezultă că amenzile primite pentru faptul că a locuit în București fără mutație, se datorează tot organelor administrative care nu i-au mai eliberat act de identitate după ce a fost arestat la Copăceni, iar pentru adresa unde era proprietar, refuzau cu înverșunare să elibereze documente pentru stabilirea domiciliului. Tribunalul a considerat că petiționarul se află în stare de forță majoră, iar faptul că nu și-a făcut formele legale nu se datorează culpei sale, motiv pentru care cele trei amenzi date de organele de miliție în perioada 20-25 mai 1965, nu își găsesc temei și necesită a i se restitui plata.
Câștigând procesul, el și-a transformat casa pe care o cumpărase în București în paraclis pentru slujbe, reședință episcopală și mai târziu în mânăstire de călugări. S-au făcut din nou o serie de reclamații tendențioase și mincinoase pe motivul, de această dată, al portului ilegal de haine bisericești și de slujire de slujbe religioase pentru un cult interzis de către stat. Erau învinuiți în procesul intentat atât PS Evloghie, cât și preoții Galaction, Pimen, Pahomie și Petre Florea. 
La data de 10 octombrie 1965, organele de miliție și de securitate au intrat în biserică în timpul unei slujbe pentru a realiza așa-zisul flagrant, pentru a-l acuza de slujire de slujbe pentru un cult interzis de lege. Cu această ocazie, s-a întocmit un proces verbal, au fotografiat totul, au legitimat pe credincioși pentru a-i folosi ca martori și au căutat ca totul să aibă o justificare pentru legile țării. P.S. Evloghie și cei patru preoți au fost anchetați formal ca și în alte cazuri, fiind ulterior judecați, condamnați și depuși la Penitenciarul Văcărești. În ședință publică din 26 aprilie 1966, desfășurată la Tribunalul Capitalei, Colegiul 2 penal, unde s-a judecat recursul făcut de cei învinuiți și condamnați în grup prin decizia penală nr. 1035, s-au afirmat următoarele despre episcopul Evloghie Oța: 
"Inculpatul Oța Sabin-Evloghie, fiind caterisit și exclus din mânăstire de către Consistoriul monahal mitropolitan al Arhiepiscopiei Ortodoxe din Sibiu și ca fals arhiereu al Bisericii Ortodoxe Române de stil vechi, în perioada 4 august 1964 - l0 octombrie 1965, în mod ilegal a purtat haine bisericești de arhiereu. În aceeași perioadă, inculpatul, după ce și-a amenajat la domiciliul său, o capelă bisericească, împreună cu inculpații Furtună Dumitru, Guțu Roman, Petre Florea și Morar Ioan, a oficiat slujbe religioase stiliste, la care au participat mai multe persoane, adepte ale acestui cult. Tot în perioada de mai sus, inculpatul îmbrăcat în haine de arhiereu, a oficiat slujbe religioase stiliste în comunele Urecheni, Păncești, Brusturi, Vânători, Moara Domnească și Mănăstirea Slătioara”. 
Într-un alt memoriu, din data de 16 septembrie 1969, adresat de această dată comandantului Miliției din sectorul 7 al Capitalei, se arată următoarele: "Constat că împotriva mea s-au ridicat unii din preoții interesați ai Patriarhiei, care aparțin Bisericii Ortodoxe de stil nou, care se tem că vor pierde avantajele materiale. Ei au depășit de mult buna cuviință și caracterul nobil omenesc, căci dacă nu le-ar fi teamă de legile pământești, ar fi în stare să se năpustească ei personal asupra noastră, ca odinioară arhiereii poporului Israil care cereau răstignirea lui Iisus."
A fost întemnițat apoi în colonia de muncă de la Salcia, unde a fost obligat să facă munci grele, în condiții extrem de dificile, pe frig sau arșiță, cu foame tot timpul, cu norme mari, bătăi, insulte și izolare completă. În acest penitenciar, s-a îmbolnăvit și a fost mult timp internat în infirmeriile din locurile de detenție, unde condițiile de ameliorare a sănătății erau formale. După fiecare eliberare, el a continuat să-și desfășoare activitatea de slujire a Bisericii Ortodoxe Române de stil vechi, în calitate de arhiereu. În total, a făcut 14 ani de închisoare cu întreruperi. 
Activitatea religioasă desfășurată de către episcopul Evloghie Oța nu a produs tulburări publice și a decurs în liniște. În anul 1968, împreună cu mitropolitul Glicherie Tănase, l-au hirotonit ca episcop de stil vechi pe arhimandritul Silvestru Onofrei. 
Episcopul Evloghie Oța s-a stins din viață la data de 28 februarie 1979, neapucând să-și vadă Biserica liberă. Trupul său a fost îngropat în pronaosul bisericii de la mânăstirea întemeiată de el, pe care a construit-o cu ucenicii săi și din donațiile unor credincioși care l-au cunoscut și urmat.

## Epilog
Până la Revoluția din decembrie 1989, biserica Mânăstirii de stil vechi cu hramul "Adormirea Maicii Domnului" din București a fost dărâmată de 4 ori (în anii 1968, 1970, 1974 și 1983). Ultima demolare a avut loc în data de 26 mai 1983, biserica de la Mânăstirea "Adormirea Maicii Domnului” fiind demolată de buldozere până la temelie de către autoritățile civile, iar mormântul episcopului Evloghie Oța din biserică a fost profanat, osemintele sale fiind mutate într-un loc care a rămas necunoscut până astăzi.
După afirmațiile ziaristului Florian Bichir publicate în anul 2005 în ziarul "Evenimentul Zilei", călugării afirmă că au găsit corpul PS Evloghie neputrezit și răspândind bună mireasmă. "Așezat pe tronul arhieresc și îmbrăcat în odăjdii strălucitoare – cum se îngroapă ierarhii – Episcopul Evloghie apărea de sub lopeți neatins de putreziciune! Monahii au căzut în genunchi, uimiți de această minune! Securiștii, după ce și-au revenit dintr-o anume năuceală, au luat și trupul episcopului neputrezit și l-au aruncat într-o altă mașină! Apoi, după întocmirea sumară și grabnică a unui proces verbal, în care s-a notificat confiscarea a “una mumie umană” (!!!), au dispărut în noapte. A doua zi au sosit buldozerele și au dărâmat totul: chilii, trapeza, biserica. Pe locul unde se afla Mănăstirea, în cartierul Militari (Apusului), nu s-a mai ridicat nimic." 
După anul 1989, s-a reluat construcția lăcașului de cult demolat, piatra de temelie a Bisericii fiind pusă la data de 2 septembrie 1991. Călugării au făcut sesizări la Poliție, Parchet și SRI pentru a recupera odoarele și moaștele Episcopului Evloghie confiscate de către Miliție și Securitate. La sesizările călugărilor, Judecătoria sectorului 6 le-a răspuns prin executorul judecătoresc Crucescu: “Nu mai există nici un act legal din care să reiasă că fosta Securitate v-ar fi confiscat odoare ori vreun trup omenesc mumificat”. Totuși, până în anul 1989, călugării au săpat într-un colț al Cimitirului Ghencea, pe unde “ni s-a spus că s-ar afla reînhumat Evloghie”, în speranța că-i vor găsi trupul confiscat, dar fără succes.

## Opinia sa cu privire la Biserica ortodoxă de Stil Vechi
„Nu mă pot apăra decât prin a mă supune legilor politice ale statului și administrației, adică de a nu fura sau omorî pe nimeni. Acuza adusă asupra mea, că fac slujbe dumnezeești ziua și noaptea, este de fapt datoria mea, pentru că un episcop trebuie să fie găsit mereu rugându-se în biserică pentru țară și conducătorii ei, fie că aceștia cred sau nu în Dumnezeu. (...) Linia de credință pe care merg împreună cu credincioșii mei rămâne de stil vechi, suntem atâtea mii în țară și nu suntem o sectă otrăvită cum spun unii preoți de stil nou, nu suntem nici un cult nou născocit și periculos pentru stat, ci am rămas aceeași neschimbați, cum a fost întreaga Biserică Ortodoxă Romană până la data de 1 octombrie 1924, când ziua de 1 a devenit 14. Oare cum s-a plămădit statul unitar român și România mare sub stilul vechi, fără ca nimeni să ne poreclească "stiliști”. (...) Noi n-am schimbat stilul, ci am rămas ceea ce am fost și suntem în continuare, Biserica Ortodoxă Română păstrătoare a tezaurului ortodox neștirbit. Este de datoria noastră, ca slujitori cinstiți și corecți, să păstrăm credința așa cum ne-au predat-o străbunii noștri, pentru care să aibă poporul român creștin deplina încredere că vom lua cu toții dumnezeeasca răsplată în ziua dreptei judecăți de apoi.”—Evloghie Oța